# Ruška koča
Ruškie schronisko, Tinetove schronisko przy Arehu (słoweń. Ruška koča, Tinetov dom pri Arehu) – schronisko turystyczne na Pohorju w Słowenii na wysokości 1246 m n.p.m. Wybudowali je rušanie, uroczyste otwarcie nastąpiło 8 września 1907 r. Przed wojną były tu trzy schroniska: Ruškie, Čandrove (Čandrova koča) i Planinka, które z zabudowaniami gospodarczymi i kościołem św. Areha tworzyły górską osadę. Wszystkie te schroniska w nocy z 11 listopada na 12 listopada 1943 partyzanci podpalili, by wróg nie miał w nich schronienia. Na fundamentach spalonego schroniska Planinka rušanie wybudowali dzisiejsze schronisko (otwarte 20 października 1946 roku), które nazwali na cześć długoletniego, zasłużonego dla turystyki górskiej, prezesa SPD Ruše Davorina Lasjaka „Tinčka”, nauczyciela w Rušach. Schronisko wyremontowano w 1977. Z powodu wielkiej popularności na fundamentach Čandrovego schroniska wybudowano w 1987 nowe Čandrove schronisko. Schroniskami zarządza przez cały rok PD Ruše. Schronisko znajduje się na trasie Słoweńskiego Szlaku Górskiego.

## Dostęp
- Z Rušów koło Apnenicy 3,30 h
- Z Rušów przez Smolnik i koło Šumika 4 h
- Ze Slovenskej Bistricy koło schroniska koło Trijeh kralji 5 h
- Z Framu  przez Planicę 3,30 h
- Ze Šmartna na Pohorju koło Videca 2 h
- Ze Šmartna na Pohorju przez Bojtino koło Zgornjego Bojčnika 2,5 h
- Autem z Hočów (18 km), albo z Rušów (14 km) albo ze Slovenskej Bistricy (26 km).

## Okolica
- Žigartov vrh (1345 mnm), 30 min.
- Klopni vrh (1335 mnm), 3 h
- Pralas Šumik, 1.45 h
- Wodospad Veliki Šumik, 2 h
- Črno jezero, 3 h

## Inne schroniska
- Štuhčev dom koło Trijech kralji (1181mnm), 2,30 h
- Mariborskie schronisko (1142 mnm), 1 h
- schronisko na Pesku (1386 mnm), 5 h
- Schronisko (Dom) na Osankaricy (koło Črnego jezera), 3,30 h